# Kevin Punter
Kevin Xavier Punter jr. (Bronx, Nueva York, 25 de junio de 1993) es un baloncestista estadounidense que pertenece a la plantilla del Fútbol Club Barcelona de la Liga Endesa y en la Euroliga. Con 1,93 metros de estatura, juega en la posición de escolta.

## Trayectoria deportiva

### Universidad
Tras jugar dos años en el community college de State Fair, donde en el segundo promedió 20,3 puntos, 4,6 rebotes y 1,7 asistencias por partido, fue transferido a los Volunteers de la Universidad de Tennessee, donde jugó dos temporadas más, en las que promedió 15,6 puntos, 2,7 rebotes y 2,6 asistencias por encuentro, siendo elegido en 2016 por los entrenadores en el segundo mejor quinteto de la Southeastern Conference.

### Profesional
Tras no ser elegido en el Draft de la NBA de 2017, jugó con los Minnesota Timberwolves las Ligas de Verano de la NBA. Tras no destacar, firmó su primer contrato profesional con el equipo griego del Lavrio B.C., equipo con el que disputó 21 partidos en los que promedió 2,5 puntos y 2,4 rebotes. El 27 de marzo de 2017 dejó el equipo para fichar hasta final de temporada por el equipo belga del Antwerp Giants, con el que promedió 11,1 puntos y 3,1 rebotes poe encuentro.
En julio de 2017 fichó por el Rosa Radom polaco, con el que promedió 19,8 puntos y 4,1 rebotes por partido, hasta que en febrero de 2018 regresó a Grecia para jugar en el AEK Atenas BC.
El 4 de julio de 2021, firma por el KK Partizan de la ABA Liga.
El 19 de junio de 2024 se hace oficial su fichaje por el FC Barcelona de la Liga Endesa por una temporada.